# Cyathea lepifera
Cyathea lepifera är en ormbunkeart som först beskrevs av John Smith och William Jackson Hooker, och fick sitt nu gällande namn av Edwin Bingham Copeland. Cyathea lepifera ingår i släktet Cyathea och familjen Cyatheaceae. Inga underarter finns listade.

## Bildgalleri

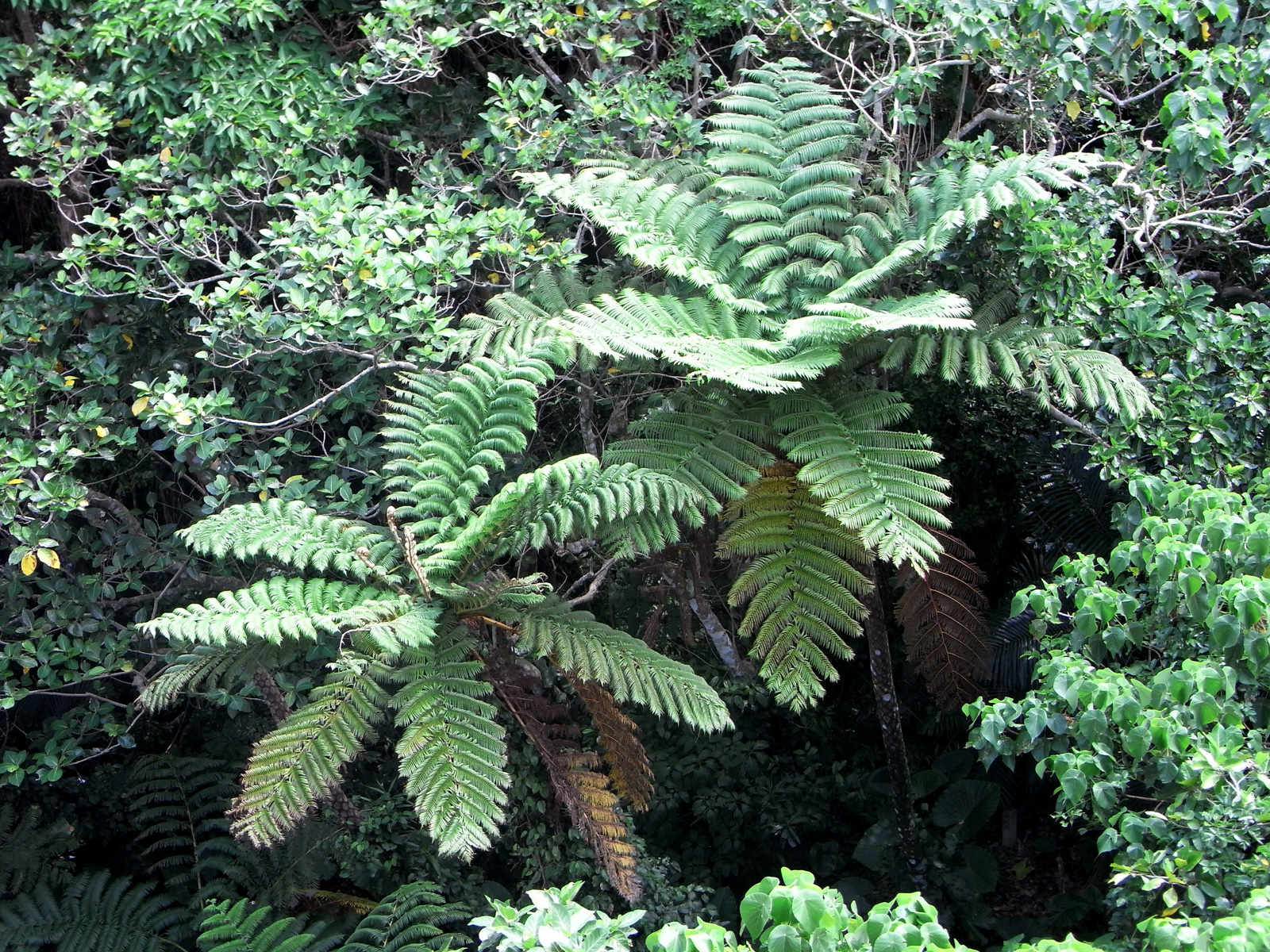
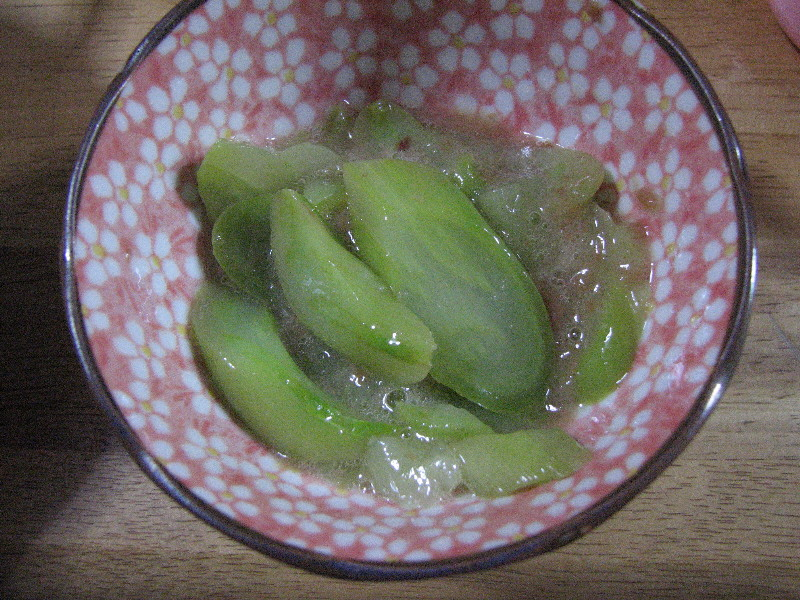
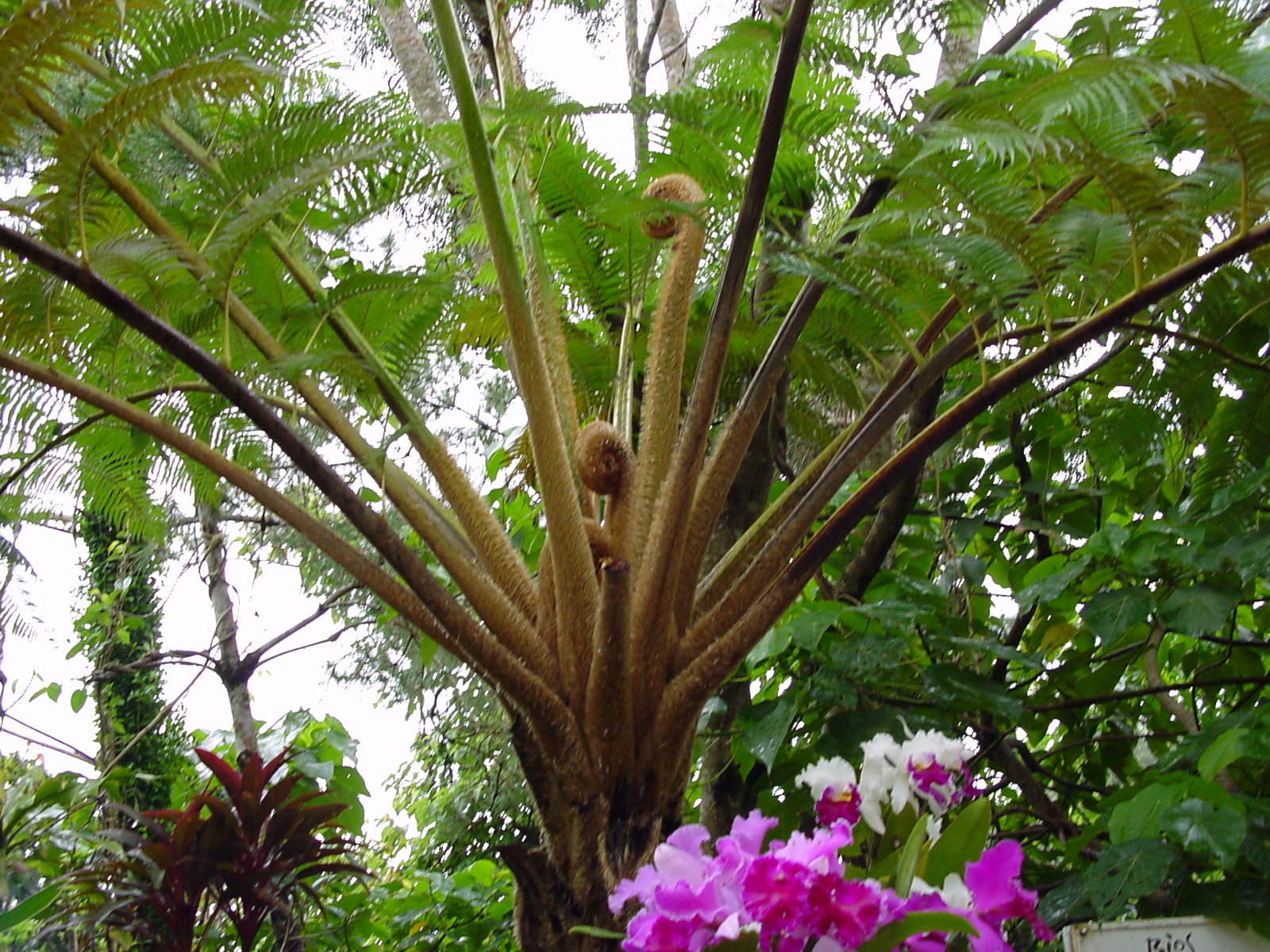
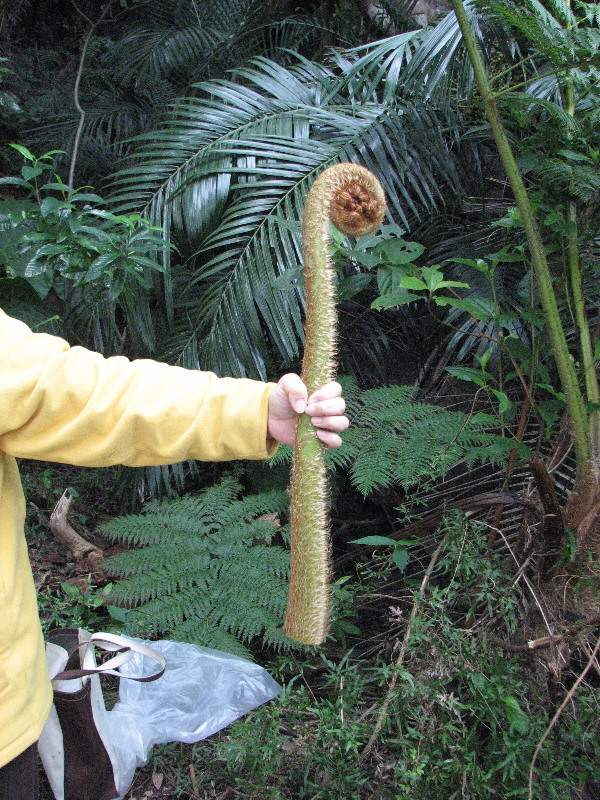
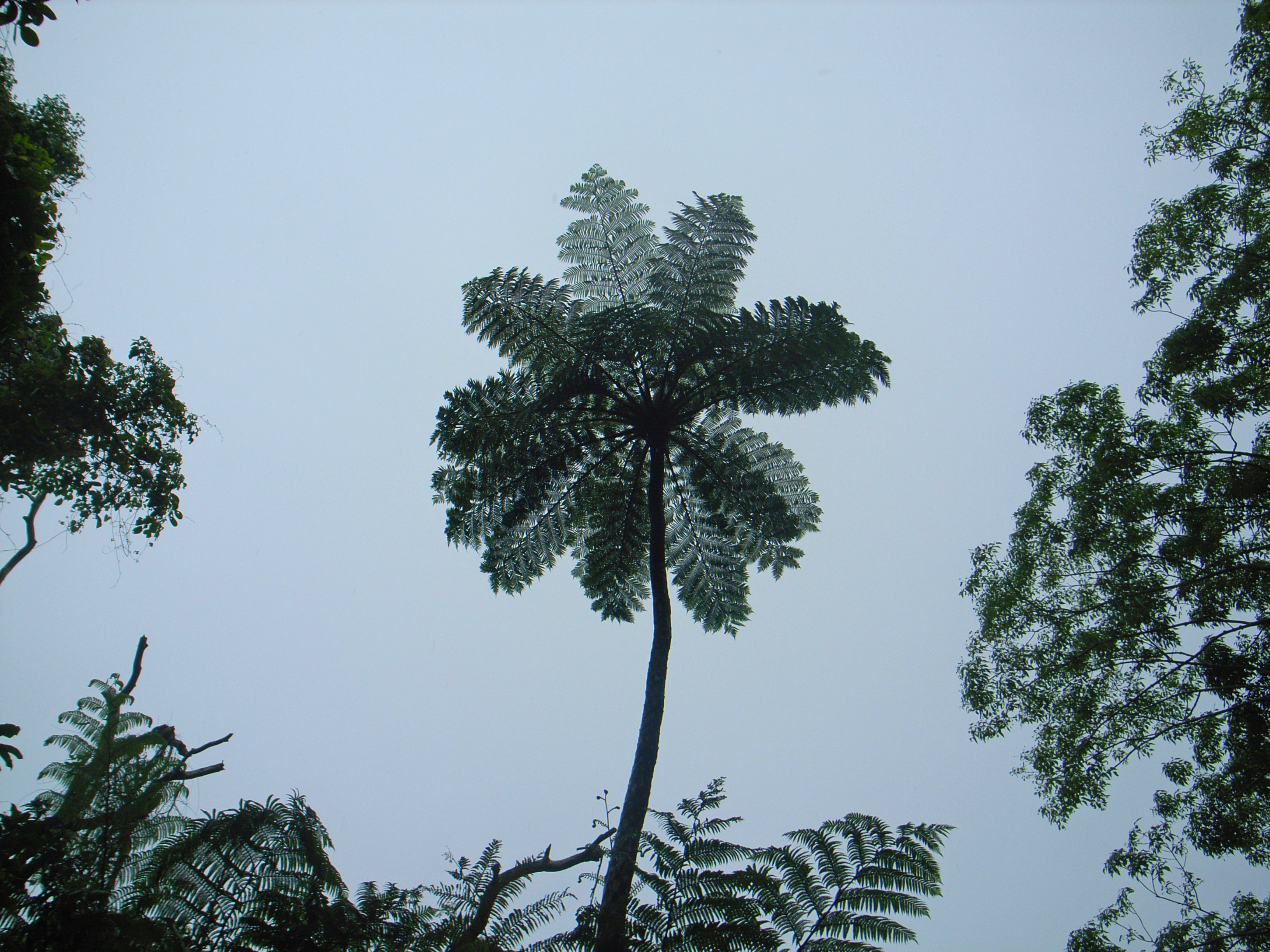
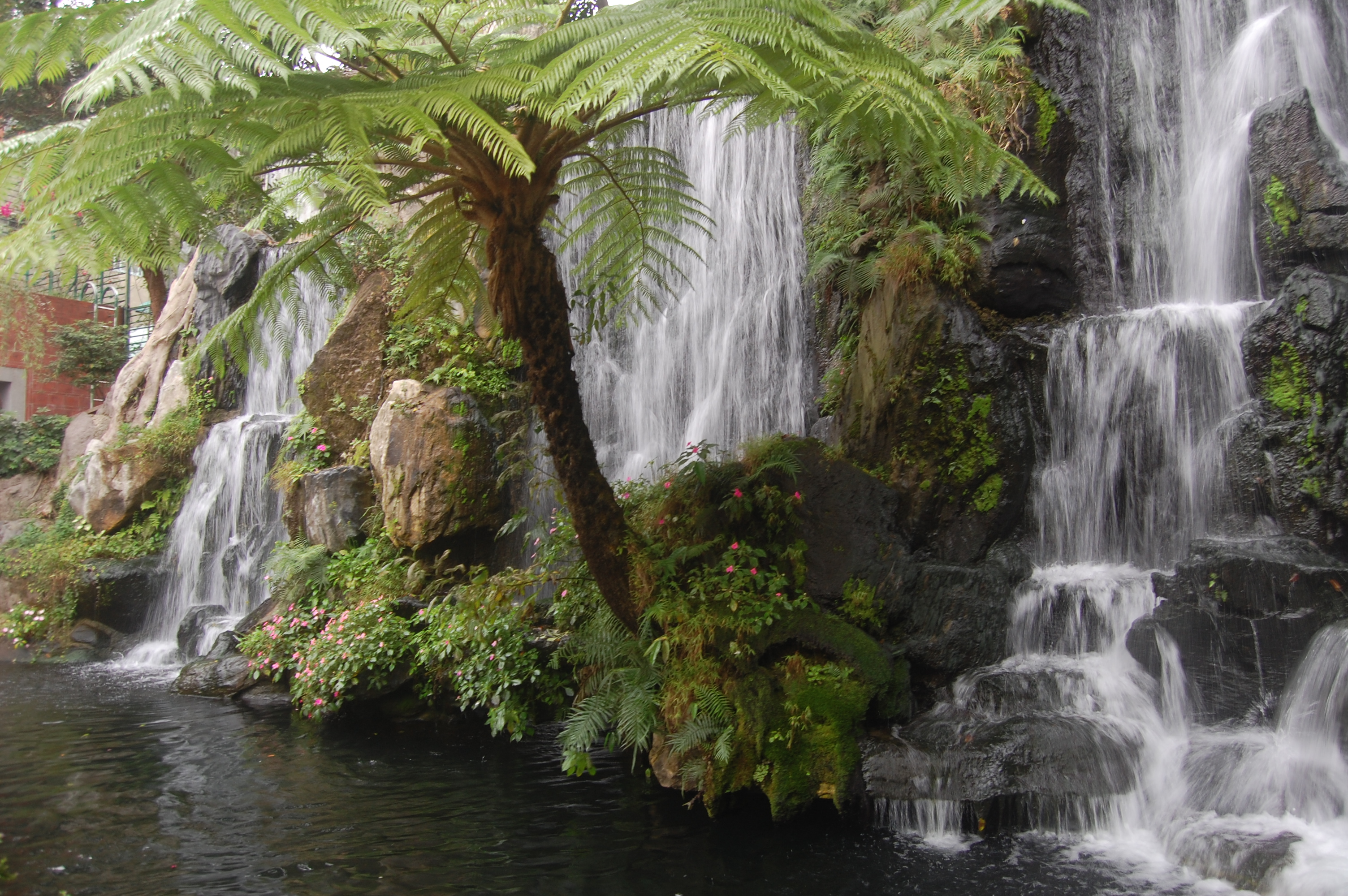